# Шумперк (район)
Район Шумперк (чеш. Okres Šumperk) — один из 5 районов Оломоуцкого края Чехии. Административным центром является город Шумперк. Площадь составляет 1313,06 км², население — 125 500 человек (плотность населения — 95,58 человек на 1 км²). Район состоит из 78 населённых пунктов, в том числе из 8 городов.